# Курюмдюкан
Курюмдюкан — село в Газимуро-Заводском районе Забайкальского края России в составе сельского поселения «Буруканское».

## География
Село находится в южной части района на расстоянии примерно 29 километров (по прямой) на северо-северо-восток от села Газимурский Завод. 

## Климат
Климат резко континентальный со средними температурами в январе -26 ÷ -28 °С (абс. минимум -48 °С), в июле + 18 ÷ +20 °С (абс. максимум +38 °С). Кол-во выпадающих осадков от 300 до 500 мм/год. Продолжительность вегетационного периода 130—150 дней.  
Часовой пояс
Село Курюмдюкан находится в часовой зоне МСК+6. Смещение применяемого времени относительно UTC составляет +9:00.

## История
Официальный год основания 1895. В 1789 на место будущего села переселены 4 семьи приписных заводских крестьян-хлебопашцев. В 1880 уже числилось 40 дворов. В 1895 вошло в Актагучинскую станицу Забайкальского казачьего войска. Построены церковь, приходская школа. В советское время работали колхоз «Красная Заря» и совхоз «Буруканский». До 1937 года называлось Кокуй.

## Население
Постоянное население составляло 80 человек в 2002 году (русские 100%), 62 человека в 2010 году.

## Инфраструктура
Имеется клуб и фельдшерско-акушерский пункт.